# Port lotniczy Will Rogers
Port lotniczy Will Rogers (IATA: OKC, ICAO: KOKC) – port lotniczy położony w Oklahoma City, w stanie Oklahoma, w Stanach Zjednoczonych.